# De familie Doorzon
De familie Doorzon is een Nederlandse humoristische strip van Gerrit de Jager en Wim Stevenhagen, bekend als het duo Prutswerk. Vanaf 1983 maakte Gerrit de Jager de strip alleen. Gerrit de Jager en Wim Stevenhagen zijn samen met een aantal andere tekenaars verantwoordelijk voor de grote populariteit van Nederlandse humoristische strips in de jaren 80 van de vorige eeuw. Andere bekende humoristische striptekenaars uit dezelfde tijdsperiode zijn bijvoorbeeld Eric Schreurs (o.a. Joop Klepzeiker), Hein de Kort (o.a. Dirk & Desiree en Pardon Lul) en het duo Hanco Kolk en Peter de Wit (o.a. Gilles de Geus).
De strip verscheen onder andere in Het Parool en in Nieuwe Revu. Er zijn 31 albums en een aantal bijzondere uitgaven (waaronder een aantal vakantieboeken) verschenen. Eind jaren 80, begin jaren 90 zat de stripreeks op het hoogtepunt van haar roem.
De familie Doorzon is de zogenaamde hoeksteen van de samenleving. In de stripreeks worden veel maatschappelijke thema's humoristisch op de hak genomen. Vaak terugkerende thema's zijn veelal gekoppeld aan bepaalde kenmerken van de hoofdpersonages, zoals vreemd willen gaan en porno (vader John), vreemdgaan en feminisme (moeder Mieke), vreemdgaan en losbandigheid (dochter Doortje), homoseksualiteit (zoon Tonnie), criminaliteit (zoon Ronnie D.), rassendiscriminatie (de broers Arie en Kees), travestie (Barman Tinus), zwartwerken (Firma Biereco), zweverigheid ('goog' Emiel) en de muziekindustrie (Toon Ladder).
Door allerlei maatschappelijke ontwikkelingen raken boeken - en vooral strips - langzaam uit de gratie bij de jongere generaties en dat geldt ook voor de familie Doorzon. Na enkele pogingen de strip een andere vorm te geven, zette Revu begin maart 2010 de reeks stop.
Meest controversiële aflevering van De familie Doorzon was ongetwijfeld een aflevering voor een speciale WAO-actiekrant van de vakbonden in 1991. Daarin wordt politicus Ruud Lubbers afgekeurd als premier vanwege het syndroom van Gilles de la Tourette. Lubbers krijgt vervolgens een baan als chauffeur van de toenmalige minister van Sociale Zaken, waarbij hij ongestraft de minister elke rit helemaal stijf mag schelden. Hoewel de patiëntenvereniging de ophef erg overdreven vond, heeft overleg tussen die vereniging en Gerrit de Jager nog tot een opmerkelijk initiatief geleid, namelijk een mini-stripalbum van 'Roel en zijn Beestenboel', speciaal voor jeugdige patiënten met het Gilles de la Tourette-syndroom. Deze strip is uiteindelijk zelfs integraal overgenomen in een Duits wetenschappelijk boek over dit syndroom.
De strip heeft ook twee spin-offs genaamd Sneek. en Toon Ladder. Voordat het Duo Prutswerk bekend werd met de familie Doorzon, waren zij verantwoordelijk voor o.a. de stripreeks Roel en zijn Beestenboel en Prut Pruts. Gerrit de Jager was daarnaast ook de auteur van Liefde en Geluk, waarin Jaap zijn eeuwige liefde Greet maar niet kan veroveren. In deze strips worden de eerste contouren van de familie Doorzon al zichtbaar.

## Personages

### De familie
Pa Doorzon (John)
Huisvader van de familie Doorzon. Hij heeft een eigen bedrijf, een lampenzaak, maar is daar zelden te vinden, en de zaak loopt dan ook niet goed. In plaats daarvan is hij het grootste deel van de tijd in de Peg Bar. In seks met zijn vrouw heeft hij eigenlijk nooit zin, in plaats daarvan is hij een groot liefhebber van pornografie (aanvankelijk tijdschriften, later ook video's en daarna internet), en probeert elke vrouw te versieren die in de Peg Bar of elders zijn pad kruist, bijna altijd tevergeefs. Pa is als enig familielid nog gelovig. Hij is iedere week in de kerk te vinden, al botst dat vaak met zijn leefgewoonten.
Ma Doorzon (Mieke)
Johns echtgenote. Aanvankelijk opgegroeid als nette huismoeder, maar werd in de jaren 70 onder invloed van haar vriendin Godelieve een overtuigd feministe. De scherpe kantjes zijn daar inmiddels wel weer af, maar ze is nog steeds van zins af en toe iets alternatiefs te doen, en is in haar hart vegetariër, al houdt de rest van de familie haar wel af van het idee er ook werkelijk wat aan te doen. Omdat John Doorzon nooit seks met haar wil gaat ze regelmatig vreemd. Onder andere de dokter, de man van de leesmap en Emiel hebben stiekem seks met Mieke gehad.
Doortje Doorzon
Eerste kind en enige dochter. Vroeger had ze het ene na het andere vriendje, maar sinds ze getrouwd is met Arie, komt er van seks nog maar weinig terecht. Niet dat ze niet zou willen, maar hij heeft haast nooit zin en als hij dat wel heeft, dan is hij impotent. Daarom is ze ook weleens overspelig, met name met platenbons Toon Ladder en mensen van de posterijen; ze houdt het ook met Emiel. Ook houdt ze er tal van fetisjen op na als het om seks gaat, vooral SM en rollenspellen.
Tonnie Doorzon
Tweede kind. Overtuigd homoseksueel. Tonnie is actief in de homoscene, zijn liefde voor sport is een verkapte liefde voor mannen en Ton heeft een relatie met de tweelingbroer van Arie, Kees. Samen werken zij als bodyguards voor Ronnie D. Verder is Tonnie een rustige jongen.
Ronnie Doorzon
Derde en laatste kind, een nakomertje. Had op zijn twaalfde de buurvrouw zwanger gemaakt van een vijfling, en is vervolgens in de harddrugs gegaan. Alle pogingen om hem weer op het rechte pad te krijgen mislukten en gedurende de serie houdt hij, als Ronnie D., er tal van onderwereldpraktijken op na. Daarbij treden Tonnie en Kees weleens als lijfwachten op en is buurmeisje Marcella zijn rechterhand of speelt ze de hoer voor hem.
Arie Bleekjes
Echtgenoot van Doortje. Komt uit Suriname, maar is inmiddels dusdanig geïntegreerd dat er behalve de huidskleur geen echt verschil meer is aan te geven tussen Arie en zijn schoonvader. Hij is komen inwonen bij de Familie Doorzon maar draagt weinig bij aan het gezin behalve dat hij een fulltime nietsnut is. Arie kan het erg goed vinden met John Doorzon. Beiden zijn ze zo ongeveer vastgeroest aan de bank waar ze samen voetbal of porno kijken, meestal met een flinke hoeveelheid bier bij de hand.
Kees Bleekjes
Tweelingbroer van Arie met als groot verschil dat hij homo is. Hij is de vaste vriend van Tonnie en woont ook in bij de familie. Kees steekt meer aandacht in zijn relatie en seksleven dan Arie.
Dozo
Kind van Doortje en Arie (en eveneens Emiel, Toon Ladder en de Biereco's). Vroegwijs en vol onvoorspelbare uitspattingen.
De hond
De slimste van het stel (misschien met uitzondering van Dozo). Ieder jaar wordt geprobeerd hem/haar bij een boom achter te laten, maar dat is nog nooit gelukt. Houdt ervan de postbode aan te vallen en met Dozo te kletsen. De oorspronkelijke hond was vrouwelijk en kreeg vier puppy's. Daarna bleek de hond mannelijk te zijn, dus waarschijnlijk is deze hond een van de puppy's.
Oma Doorzon
De moeder van Mieke en schoonmoeder van John. De vijfling wonen bij opa en oma Doorzon.
Opa Doorzon (Jo)
De vader van Mieke en schoonvader van John. Hij had een korte seksuele relatie met Buuv' 2. Later onthult hij homoseksueel te zijn.

### Nevenpersonages
Tinus van der Nafoklarven
De barman van de Peg Bar. Hij is een travestiet, maar alleen voor de onderkleding. Hij staat dan ook doorlopend met een rok aan achter de bar, terwijl zijn bovenkleding mannelijk is. Hierdoor valt zijn eigengereidse kledingstijl niet zo snel op. Tinus is de beste vriend van John Doorzon en staat hem geregeld bij als hij problemen heeft. Hij ergert zich echter aan het versiergedrag van John in zijn bar dat vrouwen afschrikt.
Emiel Rutjes
De 'goog' van de buurt. Vol van jargon uit het sociaal werk en gekenmerkt door geitenwollen sokken waarvan hij er eentje als stropdas draagt. Emiel is een ouderwets maatschappelijk werker met Eend (2CV), die leeft van subsidies die hij krijgt voor zijn naïeve en overdreven wereldverbeteringsprojecten. Emiel duikt nog weleens met vrouwen, zoals Doortje en Mieke, het bed in.
Herman 'Donald' Buurman
Zeeman, doorlopend suïcidaal, maar zijn pogingen zichzelf het leven te benemen mislukken altijd. Buurman was getrouwd met Buuv' 1 en was geruime tijd stiekem een blunderende superheld. Buurman was na het overlijden van zijn vrouw getrouwd met Katrien waarmee hij een dochter Engelien heeft. Engelien is ongeveer even oud als Dozo. Later komt het gezin Buurman opnieuw naast de familie Doorzon wonen. Nadat buurman gescheiden was van Katrien, was hij verloofd met Mia. Mia verliet echter buurman een dag voor de bruiloft, nadat hij tijdens de afwas de antieke borden van haar oma had laten stukvallen.
Buuv' 1
Voormalige buurvrouw en eerste vrouw van de buurman. Pa Doorzon was verzot op haar, maar kwam niet verder dan het lenen van suiker en het hangen over de heg om haar te bekijken. Zij is de moeder van de vijfling die ze samen met Ronnie kreeg. Buuv overleed (Buurman viel, bij een mislukte zelfmoordpoging, bovenop haar), en pa Doorzon had last van ernstige ontwenningsverschijnselen die zich onder meer uiten in het bezoeken van hoeren met een namaak-heg.
Buuv' 2
De buurvrouw die na Buuv' 1 het huis komt bewonen. Ze lijkt bijna als twee druppels water op buuv' 1. Buuv' 2 woont samen met Marloes. Marloes heeft stiekem een oogje op John Doorzon. Buuv' 2 heeft op haar beurt een korte seksuele relatie met Ronnie, toen hij bij haar in bed onderdook nadat hij uit de gevangenis ontsnapt was.
Juffrouw 'Beppie' Kruisland (buuv' 3)
Een prostituee die John inhuurt om zijn lampenzaak van de verloedering van de buurt te redden. John zorgt er ook voor dat zij in het huis van de buren kan komen wonen. John probeert ook haar in bed te krijgen wat net zoals bij de andere buurvrouwen continu mislukt.
Hannelore 'Frau Oberbührfrau' Potzdam (buuv' 4)
Oost-Duitse vluchtelinge met een Stasi-verleden die enige tijd in de buurt woonde. John Doorzon was gek op haar en wilde graag het bed delen. Hij was overigens niet de enige. Hannelore is getrouwd met Jürgen. Samen hebben ze een zoon Karl en een Oost-Duitse herder Wodan.
Sneek de ringslang
Een Friese ringslang. Jaagt mensen de stuipen op het lijf met de tekst "Ring ring" die doet vermoeden dat een telefoon afgaat of dergelijke.
De Biereco's
Een 'verherbouw'-firma die geregeld door de Doorzons in de arm wordt genomen. Kenmerkend zijn de zwarte inzet van WAO'ers en het laten omvallen van alles wat ze verbouwen, waaronder regelmatig de voorgevel van het huis van de Doorzons dan wel de volledige woning.
Pastoor Godenhal
Pastoor van de plaatselijke Rooms-Katholieke Kerk en duidelijk nog van de oude stempel. Ging in het verleden langs bij de Doorzons om na te vragen waarom John en Mieke niet méér kinderen hadden. Houdt er daarnaast een nogal losse moraal op na als dat hem zo uitkomt. Beheert de vermoedelijk enige niet-protestantse School met den Bijbel ter wereld.
Marcella
Een buurmeisje. Vroeger een mooie jonge en veelbelovende meid, maar door Ronnie in het verderf gestort. Ze keert daarna nog weleens terug als inhoudsloze gangsterchick.
Dokter Geert Wensverband
De huisarts van de familie Doorzon. Hij aanbidt Mieke Doorzon, die regelmatig bij hem op bezoek gaat om zich te laten "onderzoeken".
Toon Ladder
De platenbaas, die een bewonderaar is van Doortje Doorzon, maar niet vanwege haar zangkwaliteiten. Toon Ladder had ook zijn eigen strip, dat in de Musicmaker, het vakblad voor muzikanten, verscheen.
Oom Rien
Oom van John, geïnspireerd door Rien Poortvliet. Zijn hobby is jagen en hij is erg gelovig. Als hij langskomt neemt hij zelfgeschoten konijnen of kabouters mee voor het eten.

## Albums
Opmerking: er bestaat geen album 13.

### Doorzon speciale uitgaven
- De familie Doorzon vakantieboek (1982)
- Uitkleedboek (geen jaarvermelding)
- Gouden Successen (1984)
- Doorzon's komplete karavan gids (1984)
- Doortje Doorzon: Vandaag niet, schat (1987)
- Met de familie Doorzon op vakantie 1, 2 en 3 (1992)
- Het familie Doorzon familiealbum (1999)
- Doorzon hoogtepunten (1994)
- Doorzons smerigste biobakken
- Doorzon greetest vakantiehits (1999)
- Doorzon ligt dubbel / De familie K@ntoorzon (album door midden 'gesneden' - twee verschillende verhalen)
- Door zonder familie (2013)
- In grote lijnen (stripboekenweekgeschenk 2005)
- Gevelfut's Doorzon vakantiealbum (1982)